# 박윤희 (성우)
박윤희는 대한민국의 여성 비협회 성우이다. 하이톤의 목소리이다.

## 출연
- 그린세이버(SBS) - 아짱나
- 이얍!스페이스정글(EBS) - 카오
- 브레드 이발소 - 윌크 , 큰머리 컵케이크, 여장윌키
- 브레드와 윌크의 세계여행 - 윌크
- 브레드 이발소 4:베이커리 빵 스타즈 - 윌크, 여장윌키, 케이크 여왕
- 수빈 스토리(MBC)
- 신비아파트 시리즈 - 단역[1]
- 제국시대
- 세븐나이츠 - 코코
- 서울메트로N, Zoom in 내레이션
- 카카오톡 게임 날아라 로켓찹
- 스마트폰 게임 매일매일 롱롱롱
- 킹스레이드 - 레위시아,메디에나,프리실라,레퀴나
- 대학일기 - 자까
- 매지컬 팡(KBS) - 팡,마녀,해설,늑대B

### OST
- 브레드 이발소 4:베이커리 빵 스타즈 엔딩